# Vitor Reis
Vitor de Oliveira Nunes dos Reis (São José dos Campos, 12 januari 2006) is een Braziliaans voetballer die bij voorkeur als centrale verdediger speelt. Hij speelt bij Manchester City.

## Clubcarrière
Vitor Reis sloot zich op tienjarige leeftijd aan in de jeugdopleiding van Palmeiras. Eind 2022 tekende hij zijn eerste profcontract. Op 27 juni 2024 vierde hij zijn competitiedebuut tegen Fortaleza. In augustus 2024 tekende Reis een contractverlenging tot medio 2028 , maar werd in januari 2025 getransfereerd naar Manchester City waar hij een contract ondertekende tot 2029.